# Megalomus setosulus
Megalomus setosulus är en insektsart som först beskrevs av Walker 1860.  Megalomus setosulus ingår i släktet Megalomus, och familjen florsländor. Inga underarter finns listade.